# صد و چهل و چهارمین اجلاس کمیته بین‌المللی المپیک
صد و چهل و چهارمین جلسه کمیته بین‌المللی المپیک در کوستا ناوارینو، پیلوس، یونان، از ۱۸ تا ۲۱ مارس ۲۰۲۵ برگزار شد. در این جلسه، کرستی کاونتری، شناگر سابق المپیک زیمبابوه، به عنوان دهمین رئیس کمیته بین‌المللی المپیک انتخاب شد و اولین زن و اولین آفریقایی بود که این مقام را به دست آورد و جانشین توماس باخ نهمین رئیس‌جمهور آلمان شد.
یونان در ابتدا به عنوان میزبان سیصد و هفتمین نشست کمیته بین‌المللی المپیک انتخاب شد که قرار بود در سال ۲۰۲۱ برگزار شود، اما محدودیت‌های سفر دنیاگیری کووید-۱۹ باعث شد این جلسه به صورت مجازی برگزار شود.
خود جلسه در خانه رویدادها در استراحتگاه کوستا ناوارینو در پیلوس برگزار شد، حال آنکه اجرای مراسم افتتاحیه در المپیای باستانی برگزار گردید.

## انتخابات ریاست کمیته بین‌المللی المپیک
توماس باخ رئیس کمیته بین‌المللی المپیک، با برگزاری این جلسه دوره ریاست خود را به پایان رساند. باخ در یکصد و بیست و پنجمین اجلاس کمیته بین‌المللی المپیک در بوئنوس آیرس در سال ۲۰۱۳ به عنوان رئیس انتخاب شده بود. دهمین رئیس کمیته بین‌المللی المپیک، کرستی کاونتری در این جلسه انتخاب شد.

### نامزدها
در ۱۶ سپتامبر ۲۰۲۴، اعلام کرد که نامزدهای زیر برای ریاست جمهوری نامزد خواهند شد.
- شاهزاده فیصل بن حسین – عضو کمیته بین‌المللی المپیک از سال ۲۰۱۰، برادر ملک عبدالله دوم و عضو هیئت اجرایی کمیته بین‌المللی المپیک
- سباستین کو – عضو کمیته بین‌المللی المپیک از سال ۲۰۲۰، رئیس جهانی دوومیدانی، رئیس کمیته سازمان‌دهی المپیک، برنده چهار مدال المپیک در دوی میان مسافت (مسکو ۱۹۸۰ و لس آنجلس ۱۹۸۴)
- کرستی کاونتری – عضو کمیته بین‌المللی المپیک از سال ۲۰۱۳ وزارت جوانان، ورزش، هنر و تفریح (زیمبابوه) قهرمان المپیک زیمبابوه (المپیک تابستانی ۲۰۰۴ و المپیک تابستانی ۲۰۰۸) و عضو هیئت اجرایی IOC
- یوهان الیاش – عضو کمیته بین‌المللی المپیک از سال ۲۰۲۴، رئیس فدراسیون بین‌المللی اسکی و اسنوبرد و فعال محیط زیست
- دیوید لاپارتینت – عضو کمیته بین‌المللی المپیک از سال ۲۰۲۲، رئیس اتحادیه بین‌المللی دوچرخه‌سواری، رئیس کمیته ملی المپیک و ورزش فرانسه و رئیس کمیسیون ورزش‌های کمیته بین‌المللی المپیک
- خوان آنتونیو سامارانچ سالیساچس – عضو کمیته بین‌المللی المپیک از سال ۲۰۰۱، پسر رئیس سابق کمیته بین‌المللی المپیک خوان آنتونیو سامارانش، معاون تحلیلگر مالی و کمیته بین‌المللی المپیک
- موریناری واتانابه – عضو کمیته بین‌المللی المپیک از سال ۲۰۱۸، عضو کمیته سازمان‌دهی توکیو ۲۰۲۰ و رئیس فدراسیون بین‌المللی ژیمناستیک